# Rezerwat przyrody Śnieżnik Kłodzki

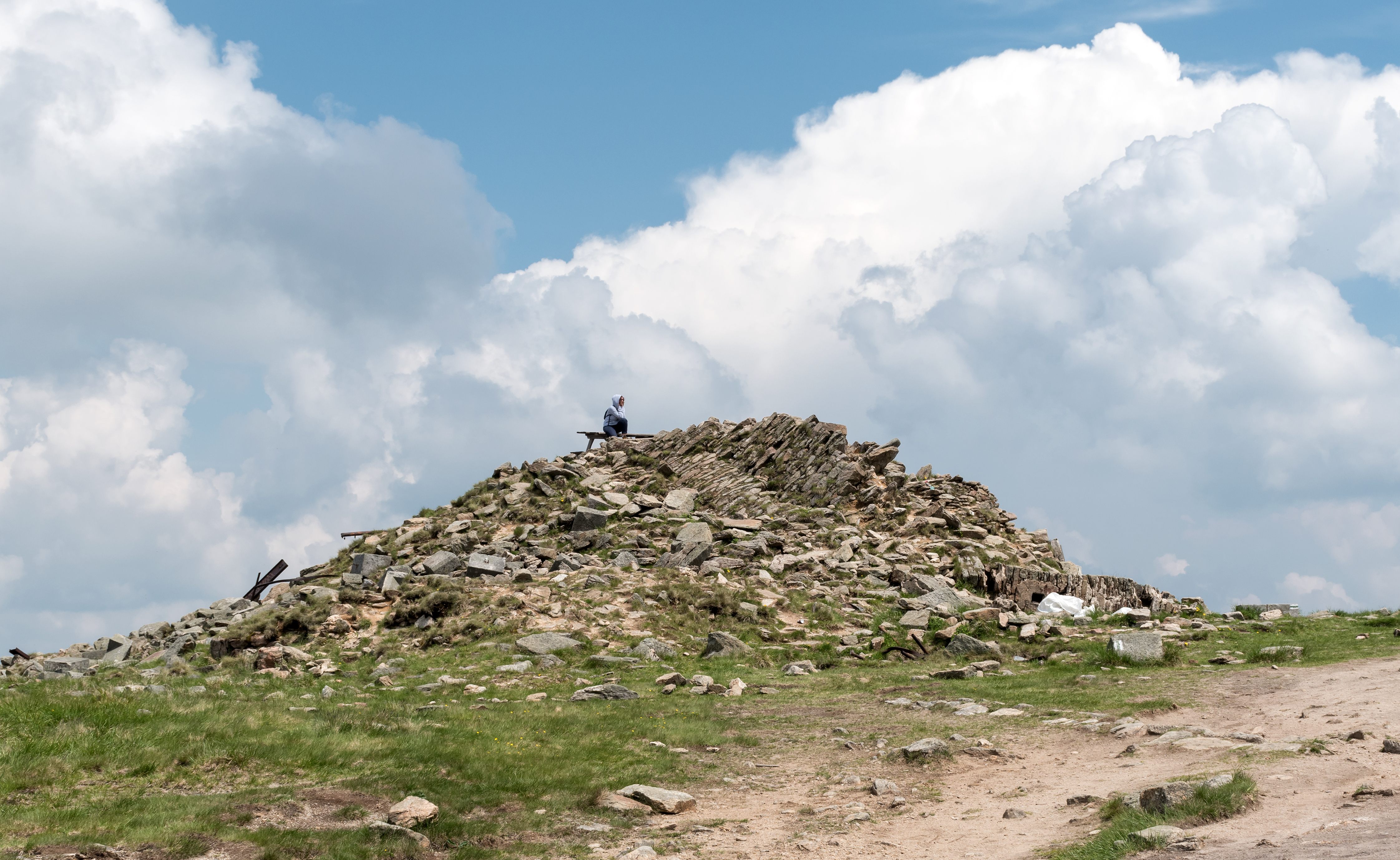
Gruzowisko po wieży widokowej

Rezerwat przyrody „Śnieżnik Kłodzki” – florystyczny rezerwat przyrody w południowo-zachodniej Polsce, w Masywie Śnieżnika, w Sudetach Wschodnich, województwo dolnośląskie, na terenie trzech gmin: Stronie Śląskie, Międzylesie, Bystrzyca Kłodzka.

## Położenie
Rezerwat, położony w Sudetach Wschodnich, w południowo-wschodniej części Masywu Śnieżnika, na terenie Śnieżnickiego Parku Krajobrazowego, obszaru Natura 2000 „Góry Bialskie i Grupa Śnieżnika” PLH020016 SOO, na północnym zboczu Śnieżnika, około 0,8 km na wschód, powyżej Hali pod Śnieżnikiem.

## Charakterystyka
Rezerwat został utworzony w 1965 roku Zarządzeniem Ministra Leśnictwa i Przemysłu Drzewnego (Monitor Polski z 1965 r. Nr 63, Poz. 350) na obszarze 181 ha. W roku 2012 powiększono obszar rezerwatu do 193,06 ha. Został utworzony dla ochrony ciekawych i rzadkich gatunków owadów chronionych oraz naturalnych zbiorowisk roślinnych. Rezerwat utworzono głównie dla zachowania i ochrony najwyższego wzniesienia w Sudetach Wschodnich (1425 m n.p.m.) z roślinnością zielną reprezentującą rośliny górskie i kilka gatunków elementu karpackiego w Sudetach.
Rezerwat „Śnieżnik Kłodzki” utworzono na wysokości od 1150 do 1425 m n.p.m., na północnym rozrogu kopulastego szczytu Śnieżnika, w celu ochronny zespołu roślinności zielnej, siedlisk traw i ziołorośli wysokogórskich, reprezentujących resztki elementu karpackiego w Sudetach. Rezerwat obejmuje obszar 193,06 ha, w całości objęty ochroną czynną. Śnieżnik jest najwyższym wzniesieniem w polskiej części Sudetów Wschodnich, zbudowany jest z granitognejsów śnieżnickich i jako jedyny w tej części przekracza górną granicę lasu. Powierzchnię leśną rezerwatu, zbliżoną swoim charakterem do naturalnego lasu, tworzy górnoreglowy las świerkowy, zakwalifikowany do boru wysokogórskiego. Na stokach południowo-zachodnich świerki są skarłowaciałe i poobłamywane na skutek trudnych warunków klimatycznych (szadź, śnieg, wiatr). Na zboczach północnych i północno-wschodnich świerki są znacznie wyższe, o zbieżystych pniach i wąskich koronach. Lasów tego typu zachowało się w Sudetach bardzo niewiele. W partii szczytowej bezleśną kopułę Śnieżnika, pokrytą rumoszem skalnym i kępami kosodrzewiny, porasta łąka wysokogórska z trawami i typowo górską roślinnością.
Ochroną objęto szczytowy fragment góry, ponad górną granicą lasu, pokryty łąkami wysokogórskimi z bogatym zestawem traworośli i unikatowymi gatunkami roślin wysokogórskich i endemicznych z fragmentem skarłowaciałego lasu świerkowego oraz zarośla kosodrzewiny.

## Flora
Na bezleśnej połaci występuje kilka rzadkich i chronionych roślin, jak gółka długoostrogowa, fiołek sudecki i endemit na skalę światową, jeden z podgatunków pierwiosnki wyniosłej. W partiach podszczytowych rosną też sztucznie nasadzone kosodrzewiny. Najwięcej jest traworośli, w których przeważa trzcinnik owłosiony. Wśród wielu rzadkich gatunków roślin wysokogórskich stanowiska ma: rzeżucha trójlistkowa, pępawa wielkokwiatowa, podrzeń żebrowiec, lepiężnik biały, fiołek sudecki, kokoryczka okółkowa, szarota norweska. Jedyne stanowisko w Sudetach mają tu: szczwoligorz pochwiasty i trawa owsica spłaszczona oraz dzwonek brodaty, który ma drugie stanowisko w sąsiednich Górach Bialskich. Do rzadkich wysokogórskich roślin należą: turzyca czarniawa, wierzbownica mokrzycowa, marchwica pospolita i jastrzębiec alpejski.

## Fauna
- Z ssaków na terenie rezerwatu występują: jeleń, sarna, dzik, zając, lis, borsuk. W najbliższej okolicy rezerwatu odnotowano kozicę alpejską.
- Z ptaków gnieżdżą się: cietrzew, jastrząb, kruk, dzięcioły, drozd, bocian czarny.
- Z gadów występują żmija zygzakowata, zaś z płazów salamandra plamista.

- Cenna jest entomofauna rezerwatu, w której występuje szereg gatunków borealno-górskich[4].

## Historia
W 1938 roku władze niemieckie, ze względu na wybitne walory przyrodnicze, uznały za obszar ochronny szczytowe partie wzniesienia o powierzchni wynoszącej 450 ha. Na obszarze ochronnym na mocy ówczesnego prawa zabroniono uszkadzania roślinności, zakładania kamieniołomów, polowania i płoszenia zwierzyny. Po 1945 roku rezerwat przez kilka lat czekał na ponowną prawną ochronę, na mocy prawa został reaktywowany dopiero w 1965 roku na obszarze 181 ha. W 1973 roku, ze względu na zły stan, zburzono kamienną wieżę widokową. W drugiej połowie XX wieku na teren rezerwatu wprowadzono kosodrzewinę. W 2022 ukończono budowę nowej wieży widokowej.

## Turystyka

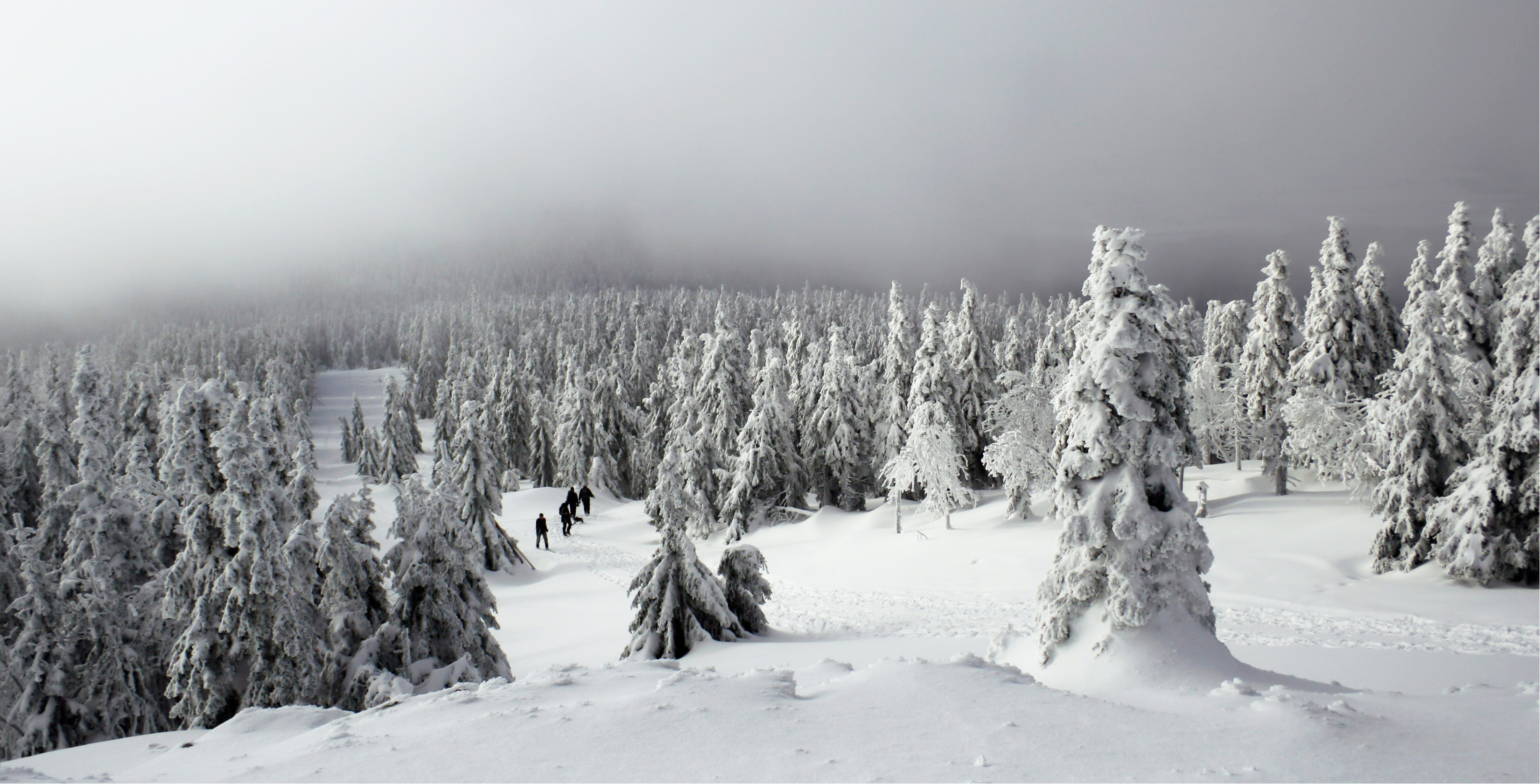
Rezerwat Śnieżnik Kłodzki zimą

W pobliżu rezerwatu prowadzą szlaki turystyczne:
- zielony – fragment prowadzący z Orłowca na Halę pod Śnieżnikiem i dalej przechodzi wzdłuż południowej granicy rezerwatu.
- niebieski – prowadzący z Lądka-Zdroju na Halę pod Śnieżnikiem i dalej przechodzi wzdłuż północnej granicy rezerwatu.